# Lehanga

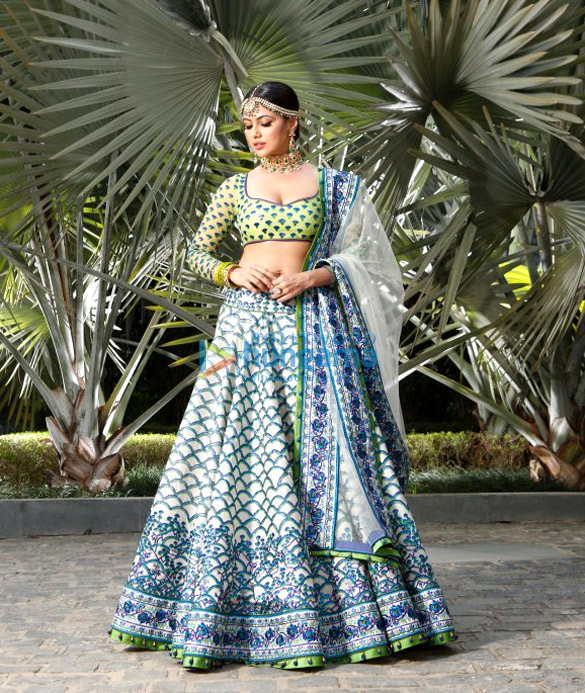
Lehenga und Choli-Jäckchen

Lehanga oder Lehenga (Urdu, Gujarati oder Panjabi gaghra, englisch half saree) bezeichnet ein optisch dem Sari ähnliches bodenlanges Frauengewand im Nordwesten des indischen Subkontinents (Gujarat, Rajasthan). Wie auch beim Sari gibt es Alltags- und Festtags-Lehangas.

## Beschreibung
Ein Lehanga besteht aus einem bodenlangen ausladenden Rock mit Taillen-Bündchen und breiten Saum-Bordüren sowie einem davon getrennten – manchmal auch andersfarbigen – Schulterüberwurf oder Schleier (dupatta); hinzu kommen noch ein Unterrock und ein meist kurzärmeliges Jäckchen (choli).

## Geschichte
Der in der Regel weitfaltige Bundrock des Lehanga ähnelt in vieler Hinsicht den Röcken der Romnija, deren historische Heimat als umherziehende Wanderarbeiter wohl im nordwestlichen Indien zu suchen ist. Mittlerweile werden Lehangas manchmal auch bei Festveranstaltungen in den größeren Städten im Westen oder Norden Indiens (Mumbai, Delhi) getragen.